# 2010 AB78
2010 AB78是由广域红外线巡天探测卫星（WISE）在2010年1月12日发现的阿莫尔型小行星，它也是WISE卫星发现的首颗小行星天体。
WISE卫星在2010年1月12日首次拍摄到2010 AB78，而在第二天又一次观测到它。毛纳基山天文台在1月18日和19日两天对它进行后续观测，计算出它的轨道，使得小行星中心可以在1月22日证实这颗小行星的发现。2010 AB78的直径约为1000米。